# Королевский канюк
Королевский канюк (лат. Buteo regalis)  — вид птиц из семейства ястребиных. Подвидов не выделяют.

## Распространение
Обитают в западной части Северной Америки от крайнего юга Канады до Аризоны и Нью-Мексико в США.

## Описание
Крупный, массивный ястреб с широкими крыльями, большой головой и крепкой грудью. Общая длина тела 56-69 см, масса 977—2074 г. Самцы и самки похожи по оперению, но у самок больше пигментации на ногах и брюшке; представители полов совпадают по большинству показателей, за исключением массы тела и максимального расстояния между пальцами ног, причем самки заметно крупнее самцов.
Есть светлые и тёмные морфы.

## Биология
Млекопитающие, включая кроликов, зайцев, сусликов и луговых собачек, составляют большую часть пищи, потребляемой взрослыми и молодыми особями в течение года. Остатки дикобраза, и чаек были найдены в местах гнездования в Альберте и на юге центральной части Вашингтона соответственно. Водные птицы и кулики были обычным кормом, доставленным в гнезда, расположенные вблизи водоемов и заболоченных территорий.
В постройке гнезда принимают участие как самец, так и самка. В кладке обычно от 2 до 4 яиц.